# Liste der Kulturdenkmale im Concelho Murtosa
In der Liste der Kulturdenkmale im Concelho Murtosa sind alle Kulturdenkmale des portugiesischen Kreises Murtosa aufgeführt.

## Kulturdenkmale nach Freguesia

### Bunheiro
|   | Offizielle Bezeichnung | Beschreibung | Kategorie         | Stufe | Jahr | Bild |
| - | ---------------------- | ------------ | ----------------- | ----- | ---- | ---- |
| 1 | Capela de São Simão    |              | Sakralarchitektur | IIM   | 1993 |      |

### Murtosa
|   | Offizielle Bezeichnung | Beschreibung | Kategorie        | Stufe | Jahr | Bild |
| - | ---------------------- | ------------ | ---------------- | ----- | ---- | ---- |
| 2 | Quinta da Caneira      |              | Zivilarchitektur | IIM   | 2004 |      |

### Torreira
|   | Offizielle Bezeichnung | Beschreibung | Kategorie | Stufe | Jahr | Bild |
| - | ---------------------- | ------------ | --------- | ----- | ---- | ---- |
| 3 | Pousada da Ria         |              |           |       |      |      |

Legende: PM – Welterbe; MN – Monumento Nacional; IIP – Imóvel de Interesse Público; IIM – Imóvel de Interesse Municipal; VC – Klassifizierung läuft